# Mons-Boubert Communal Cemetery
Mons-Boubert Communal Cemetery is een begraafplaats gelegen in de Franse plaats Mons-Boubert (Somme). De militaire graven worden onderhouden door de Commonwealth War Graves Commission.
De begraafplaats telt 1 geïdentificeerd Gemenebest graf uit de Tweede Wereldoorlog.